# Cossula praeclara
Cossula praeclara is een vlinder uit de familie van de houtboorders (Cossidae). De wetenschappelijke naam van de soort is voor het eerst geldig gepubliceerd in 1892 door William Schaus.